# Duże Pe
Duże Pe, właściwie Marcin Matuszewski (ur. 9 lipca 1981 w Warszawie), znany również jako Pan Duże Pe i Grande Pe – polski raper, freestyleowiec, DJ, autor tekstów, dziennikarz i promotor muzyczny, a także agent piłkarski. Laureat drugiej edycji Wielkiej Bitwy Warszawskiej. W 2011 roku znalazł się na 28. miejscu listy 30 najlepszych polskich raperów według magazynu Machina. Rok później znalazł się na 20. miejscu analogicznej listy opublikowanej przez serwis Porcys. Występuje i nagrywa solowo oraz w ramach zespołów Masala i Senk Że. W przeszłości związany był również z grupami Cisza & Spokój oraz Banda Tre.
Poprzedzał występy takich wykonawców jak Guru, Lone Catalysts, DJ Vadim, Mr. Thing, Killa Kella, Rahzel, DJ Q-bert, Indy a Wich, DJ Cut Killer, Gentleman, Sizzla, Hakim, Party Ben, Loo & Placido, Kid Fresh, Pirate Soundsystem, Tittsworth, Cartel Communique, Egyptrixx, Soundhog, Baobinga, Ariel Pink’s Haunted Graffiti oraz Arts The Beatdoctor & Skiggy Rapz. Matuszewski współpracował ponadto z takimi wykonawcami jak: Doniu, Mezo, Prezes, Mista Pita, IGS, Afro Kolektyw czy Pięć Dwa Dębiec.
Pseudonim artystyczny muzyka ma wyrażać sprzeczność – z jednej strony Duże Pe to „Playa” – nie stroniący od zabawy gracz, wierny jednak esencji hip-hopu, jaką jest freestyle, czy braggadocio. Z drugiej – Duże Pe to „Poeta” – przytłoczony przez otaczającą go szarość i pęd dzisiejszych czasów, szukający w słowach ucieczki od zimna betonowej dżungli.
Poza działalnością artystyczną od 2009 prowadzi wytwórnię muzyczną i agencję koncertową ArtAgencja I-N-I.

## Życiorys
Działalność artystyczną Matuszewski rozpoczął w 1996 roku, tworząc wraz z przyjaciółmi z liceum pierwsze nieprofesjonalne nagrania. Przed szerszą publicznością raper po raz pierwszy wystąpił w 2000 roku, freestyleując w ramach imprezy magazynu Uwaga zorganizowanego w warszawskim klubie Kotły. Podczas występu poznał późniejszego współpracownika DJ Spoxa. Latem tego samego roku muzycy założyli grupę muzyczną Cisza & Spokój. W 2001 roku Duże Pe we współpracy z Ajronem nagrał utwór zatytułowany „Elo-kwencja”. W maju 2002 roku zespół Cisza & Spokój zagrał pierwszy koncert, który odbył się w warszawskim klubie Piwnica pod Harendą w ramach cyklu Konkretna Impreza. Występ spotkał się z uznaniem i przyczynił do kolejnych licznych występów. W międzyczasie zespół zrealizował kolejne utwory jednakże nie zostały one opublikowane oficjalnie.
Pod koniec 2001 roku Duże Pe nagrał utwór zatytułowany „Labirynt”, który ukazał się na albumie producenckim Rico pt. Rap Propaganda. Było to pierwsze wydawnictwo na którym oficjalnie ukazał się utwór rapera. W pierwszym kwartale 2002 roku został wydany debiutancki singiel formacji Cisza & Spokój zatytułowany Para Zielonej Herbaty. Singiel został wydany nakładem własnym sygnowany ToSięWytnie Records w formacie CD-R. Do każdego egzemplarza została dołączona porcja zielonej herbaty. Również w 2002 roku kolejny utwór zespołu pt. „Gorączka Sobotniej Nocy” ukazał się na kompilacji JuNouMi EP Vol. 1 prezentującej polskich podziemnych twórców hip-hopowych. Natomiast pod koniec roku ukazała się druga część kompilacji zawierająca wspólną kompozycję Cisza & Spokój i Flexxip.
W międzyczasie Matuszewski występował na koncertach freestyleowych zarówno hip-hopowych, jak i reggae, gdzie poznał przyszłych członków zespołu Cinq G: Mista Pita i Radikal Irie. W 2003 roku Duże Pe poprowadził finał koncertu freestyleowego Wielka Bitwa Warszawska. Tego samego roku raper podjął współpracę z katowickim producentem IGS z którym nagrał czteroutworowe demo. Nagrania wzbudziły zainteresowanie wytwórni muzycznej UMC Records, która podpisała z muzykami kontrakt. W międzyczasie Duże Pe został zaproszony do współpracy przez Radki Irie znanego z występów w grochowskiej Transmisji. W ramach współpracy powstała dancehallowa grupa 5G, którą tworzyli ponadto Piotr „Mista Pita” Zabrodzki (keyboard), Filip „Erudejgrek” Jurczyszyn (gitara basowa) i Bartek „Ważniak” Ważny (perkusja). Początkowo podczas koncertów muzyków wspierali liczni wokaliści w tym raperzy Vienio & Pele. W 2003 roku Duże Pe został oficjalnym członkiem zespołu, który przyjął wkrótce potem nazwę Cinq G.
Pod koniec 2003 roku Duże Pe poznał twórców kolektywu Masala – Maxa Cegielskiego i Rafała Kołacińskiego. Wkrótce potem Duże Pe i Mista Pita zostali zaproszeni do nagrań album zatytułowanego Long play, który ukazał się rok później. Muzycy wystąpili w utworze pt. „Od Tarnobrzegu po Bangladesz”. Matuszewski przyjął również zaproszenie Masali do występów podczas koncertów formacji. W międzyczasie raper rozpoczął współpracę z Wojciechem Konikiewiczem, który zaproponował muzykowi występ w ramach TransTechnoLogical Orchestra podczas koncertu WydRAPane Na Murach. Koncert upamiętniający wprowadzenie stanu wojennego w Polsce był ponadto transmitowany na antenie stacji telewizyjnej Polsat. 14 maja 2004 roku Duże Pe został laureatem drugiej edycji Wielkiej Bitwy Warszawskiej. Natomiast w kwietniu ukazał się debiutancki album rapera zrealizowany z producentem IGS i DJ Spox zatytułowany Sinus. Z kolei w lipcu nakładem Funkydub została wydana debiutancka płyta Cinq G – P.I.Ę.Ć.G.I.E. Panama. W międzyczasie Duże Pe rozpoczął współpracę z soundsystemem Ruff Soundz Massive grającym imprezy skoncentrowane na muzyce 2step i UK Garage.
Pod koniec 2004 roku Polskie Radio Bis zaproponowało raperowi prowadzenie autorskiej audycji muzycznej. W programie pod nazwą RadioBis:Ta Audycja zrealizowanym w konwencji live mix uczestniczył również DJ Spox. W grudniu Duże Pe wygrał charytatywny turniej freestyleowy Christmas Rappin’. W lutym 2005 roku nakładem Afterbeat ukazała się płyta projektu Banda Tre pod tym samym tytułem. W skład formacji wchodzili również Mista Pita i Lady Mocca. W marcu 2005 roku Duże Pe wziął udział w koncercie Trans-Fuzja, czyli zderzenie Rapu i Poezji, który odbył się w Studiu Polskiego Radia im. Witolda Lutosławskiego i transmitowany był na żywo przez Radio Bis. Jego ideą było zderzenie współczesnej polskiej poezji recytowanej przez aktorów (m.in. Magdalena Różczka, Mateusz Damięcki, Maciej Zakościelny) z freestyleowymi refleksjami na temat usłyszanych wierszy rymowanymi przez raperów na muzycznym tle stworzonym przez Orkiestrę TransTechno Logiczną Wojciecha Konikiewicza. W czerwcu również 2005 roku Duże Pe wziął udział ponownie w finale Wielkiej Bitwy Warszawskiej gdzie uzyskał 3. miejsce. Był to również ostatni oficjalny występ freestyleowy rapera. W międzyczasie zostały zarejestrowane partie wokalne na debiutancki album Cisza & Spokój. W październiku tego samego roku Michał Urbaniak zaproponował zespołowi Cinq G przygotowanie utworu na jego album, na którym współcześni artyści zaproponowali współczesne wersje piosenek Mieczysława Fogga. Jednakże w wyniku opóźnień terminu wydania albumu członkowie zespołu zdecydowali się na realizację własnego wydawnictwa z kompozycjami Fogga.
W połowie 2006 roku w związku ze zmianami w Polskim rządzie doszło do zmiany dyrektora w Polskim Radiu Bis. W wyniku zmiany na stanowisku dyrektora Radia Bis autorski program Duże Pe został zdjęty z emisji. Debiut Cisza & Spokój pod tym samym tytułem ukazał się 20 listopada 2006 roku. Natomiast 10 grudnia został wydany album Cinq G Fogga Ragga z interpretacjami utworów Fogga. Również w 2006 roku Matuszewski podjął się organizacji imprez oraz promocji freestyleu w ramach lokalnych imprez klubowych. Tego samego raper zorganizował również koncert pod nazwą Bitwa o Mokotów. Na początku 2007 roku zespół Cinq G podjął intensywne prace nad kolejnym albumem. Gotowe już utwory zostały przearanżowane i w dużym stopniu ponownie nagrane. Natomiast w lutym został wydany album Obywatele IV Świata, który uzyskał 3. miejsce w plebiscycie portalu onet.pl na krajowy alternatywny album roku. Z kolei płyta Cinq G pt. Juma ukazała się 17 września nakładem Funkydub Production. Została wydana w dwóch wersjach: regularnej jednopłytowej i rozszerzonej dwupłytowej, która zawierała również album Live! nagrany w warszawskim klubie Proxima pod koniec 2006 roku podczas jednego z koncertów zespołu. Pod koniec roku Duże Pe zaczął intensywnie występować jako DJ. Występował w klubach Jadłodajnia Filozoficzna i Obiekcie Znalezionym. Selekcja rapera początkowo opierała się na mash-upie i bastard popie, a następnie reggae, rapie, popie, dance, punku, electro, b-more, bassline, dubstepie czy drum’n’bassie. Natomiast w listopadzie Duże Pe zaprosił na trzy występy w Polsce amerykańskiego DJ Party Bena.
W maju 2008 roku zorganizował kolejne koncerty m.in. francuskiego duetu Loo & Placido, Kid Fresh, Pirate Soundsystem, Tittsworth, Cartel Communique czy Egyptrixx. 3 października 2008 roku ukazał się kolejny album kolektywu Masala na którym wystąpił Duże Pe zatytułowany Cały ten świat. W ramach promocji nagrań odbył się szereg koncertów w kraju, jak i zagranicą. Wydawnictwo było rozwinięciem kierunku jaki Masala obrała na płycie Obywatele IV Świata. W lipcu 2009 Duże Pe zdecydował się na zawieszenie działań zespołu Cisza & Spokój oraz prowadzenie dalszej działalności wydawniczej pod marką TSW. Następnie rozpoczął prace nad kilkoma solowymi albumami. Pierwszy z nich to przygotowywana wspólnie z Kixnarem płyta Zapiski z życia na terytorium wroga, której premiera nakładem wydawnictwa ArtAgencja I-N-I odbyła się 15 lutego 2010.
Od kwietnia 2010 roku do czerwca 2014 prowadził wraz z Filipem „Rudanacją” Antonowiczem audycję radiową „Cztery gramy” w Czwórce. Jest także prowadzącym autorskiej audycji „Czwarta fala” oraz cyklicznego pasma „Muzyczny Lunch”.

## Dyskografia
Albumy
| Sinus (oraz IGS, DJ Spox)           | - Data: 29 kwietnia 2004 - Wydawca: UMC Records                       | 39 |
| Zapiski z życia na terytorium wroga | - Data: 15 lutego 2010 - Wydawca: I-N-I ArtAgencja/Rockers Publishing | –  |
| Nowoczesny hip-hop vol. 1 (mixtape) | - Data: 21 października 2011 - Wydawca: I-N-I ArtAgencja/My Music     | –  |
| Nowoczesny hip-hop vol. 2 (mixtape) | - Data: 22 listopada 2011 - Wydawca: I-N-I ArtAgencja/My Music        | –  |
| Mixtape I (mixtape; oraz Zbylu)     | - Data: 20 grudnia 2013 - Wydawca: I-N-I ArtAgencja/My Music          | –  |
| „–” album nie był notowany.         |                                                                       |    |

Notowane utwory
| „Nasze życie”                                      | 2004 | 43 | –  | –  | –              |
| Pięć Dwa Dębiec, Duże Pe i inni – „Jest nas wielu” | 2005 | 16 | 11 | 30 | Jest nas wielu |
| „–” utwór nie był notowany.                        |      |    |    |    |                |

Inne
| Album                                                                         | Rok  | Uwagi                                                                                                 | Źródło        |
| ----------------------------------------------------------------------------- | ---- | --- | ------------- |
| Rap propaganda (kompilacja)                                                   | 2001 | rap w utworze „Labirynt”                                                                              | [ 19 ]        |
| Prezes – Rapterapia                                                           | 2003 | gościnnie rap w utworze „Dorosłem”                                                                    | [ 20 ]        |
| Mezo – Mezokracja                                                             | 2003 | gościnnie rap w utworze „Harmonia”                                                                    | [ 21 ]        |
| Doniu – Monologimuzyka                                                        | 2004 | gościnnie rap w utworze „Energia”                                                                     | [ 22 ]        |
| Bravo – hiphopowy wypas sylwestrowy (kompilacja)                              | 2004 | rap w utworze „Nasze życie”                                                                           | [ 23 ]        |
| Pepsi Music Mixer (kompilacja)                                                | 2004 | rap w utworze „Najpiękniejszy sen”                                                                    | [ 24 ]        |
| Bravo – Złota Płyta Polski Hip Hop (kompilacja)                               | 2004 | rap w utworach „Czeki” i „Futbol”                                                                     | [ 25 ]        |
| Hiphopstacja (kompilacja)                                                     | 2004 | rap w utworze „Nasze życie”                                                                           | [ 26 ]        |
| Viva Hip Hop vol. 4 (kompilacja)                                              | 2004 | rap w utworze „Nasze życie”                                                                           | [ 27 ]        |
| Rap eskadra (kompilacja)                                                      | 2004 | rap w utworach „Nasze życie” i „Futbol”                                                               | [ 28 ]        |
| Masala – Long Play                                                            | 2004 | gościnnie rap w utworze „Od Tarnobrzegu po Bangladesz”                                                | [ 29 ]        |
| Mezo/Tabb – Wyjście z bloków                                                  | 2005 | gościnnie rap w utworze „Co słychać?!”                                                                | [ 30 ]        |
| Jest nas wielu (kompilacja)                                                   | 2005 | rap w utworze „Jest nas wielu”                                                                        | [ 31 ]        |
| Rap eskadra 2 (kompilacja)                                                    | 2005 | rap w utworze „Para z zielonej herbaty”                                                               | [ 32 ]        |
| IGS – Na klucz                                                                | 2005 | gościnnie rap w utworach „Uzależniony” i „Taki sam jak ja”                                            | [ 33 ]        |
| Bla Bla – W pracowni słowa i dźwięku                                          | 2005 | gościnnie rap w utworze „Rap to pokaz umiejętności”                                                   | [ 34 ]        |
| Dreadsquad – Dread za dreadem                                                 | 2005 | gościnnie rap w utworze „Nasza banda”                                                                 | [ 35 ]        |
| DJ Frodo – Dancehall Terrorists vol 1                                         | 2005 | rap w utworze „Morenas Riddim”                                                                        | [ 36 ]        |
| Afro Kolektyw – Czarno widzę                                                  | 2006 | gościnnie rap w utworach „Trener Szewczyk” i „Alter”                                                  | [ 37 ] [ 38 ] |
| Raca/Stona – Znasz nas?                                                       | 2007 | gościnnie rap w utworze „Właśnie ona”                                                                 | [ 39 ]        |
| Masala – Obywatele IV Świata                                                  | 2007 | członek zespołu                                                                                       | [ 40 ]        |
| Agnieszka Włodarczyk – Nie dla oka...                                         | 2007 | słowa piosenki „Odnajdę ciebie”                                                                       | [ 41 ]        |
| Rap eskadra 6 – Zima 2008 (kompilacja)                                        | 2007 | rap w utworze „Co słychać”                                                                            | [ 42 ]        |
| 5 Lat JuNouMi Records (kompilacja)                                            | 2007 | rap w utworze „Znasz mnie”                                                                            | [ 43 ]        |
| Mezo – Dekada 1997–2007                                                       | 2007 | gościnnie rap w utworze „Futbol”                                                                      | [ 44 ]        |
| Holdcut – Inept Vision                                                        | 2007 | gościnnie rap w utworach „Inept Vision” i „We Were Here”                                              | [ 45 ]        |
| Raca/Stona – Znasz nas?                                                       | 2007 | gościnnie rap w utworze „Właśnie ona”                                                                 | [ 46 ]        |
| RacaStona – Samotność, wolność, pasja (gośc. DJ Ike)                          | 2008 | gościnnie rap w utworach „Tak jak życie nie boli nic”, „Czysty hip-hop”, „Wolność” i „Ostatnie słowa” | [ 47 ]        |
| Hip-Hop.pl Składanka 2008 (kompilacja)                                        | 2008 | rap w utworze „Czysty hip-hop”                                                                        | [ 48 ]        |
| Pięć Dwa Dębiec – P-ń X                                                       | 2008 | gościnnie rap w utworze „Jest nas wielu”                                                              | [ 49 ]        |
| Freak of Nature – Fabryka zła                                                 | 2008 | gościnnie rap w utworze „Unikaj takich miejsc”                                                        | [ 50 ]        |
| HoldCut – Remote Vision                                                       | 2009 | gościnnie rap w utworach „Another Day”, „God, Silence & Vodka” i „Seconds”                            | [ 51 ]        |
| EMATeI/DJ Haem – Palenie mikrofonów nie powoduje wack’a ani choroby w wersach | 2009 | gościnnie rap w utworze „Kochałem Yo, E.h.h...”                                                       | [ 52 ]        |
| Klasiik – Dopuszczający mixtape                                               | 2009 | gościnnie rap w utworze „Szkoda mi słów”                                                              | [ 53 ]        |
| Holdcut – Pure & Life                                                         | 2009 | gościnnie rap w utworach „Oddychaj” i „Untitled Track”                                                | [ 54 ]        |
| DJ Cider – Mixtape Volume One                                                 | 2009 | gościnnie rap w utworze „Wchodzisz w to?”                                                             | [ 55 ]        |
| Flint – Radosny futbol 2                                                      | 2009 | gościnnie rap w utworze „Pokojowy free”                                                               | [ 56 ]        |
| Aura – Kolekcjoner myśli                                                      | 2010 | gościnnie rap w utworze „Zwierzyniec”                                                                 | [ 57 ]        |
| Holdcut – Rozmowy                                                             | 2011 | gościnnie rap w utworze „Way”                                                                         | [ 58 ]        |
| Zbylu – operacja: sampling                                                    | 2011 | gościnnie rap w utworach „Góra dół”, „Muzyka, mikrofon, scena” i „Hepi tajm”                          | [ 59 ]        |
| Plejer – Bomby na mainstream                                                  | 2011 | gościnnie rap w utworze „Klimat miejski”                                                              | [ 60 ]        |
| Gospel – Piski, zyski i wytryski                                              | 2012 | gościnnie rap w utworze „Nienawiść”                                                                   | [ 61 ]        |
| Zaginiony/Skajsdelimit – Legendy płynące z tych okolic                        | 2012 | gościnnie rap w utworze „Wszystko się powtórzy”                                                       | [ 62 ]        |
| NNFOF – No Name Full Of Fame                                                  | 2012 | gościnnie rap w utworze „Obcy z planety ziemia”                                                       | [ 63 ]        |
| Raca – Pamiętniki ludzi nienormalnych                                         | 2013 | gościnnie rap w utworze „Gwiazda północy”                                                             | [ 64 ]        |
| P.A.F.F. – Fala                                                               | 2017 | gościnnie rap w utworze „Rejwach”                                                                     | [ 65 ]        |

## Teledyski
| Tytuł | Rok  | Reżyseria/Realizacja                          | Album                     | Źródło |
| --- | ---- | --------------------------------------------- | ------------------------- | ------ |
| „Nasze życie” (oraz IGS, DJ Spox; gościnnie: Mezo)                                                                   | 2004 | –                                             | Sinus                     | [ 66 ] |
| Duże Pe vs Moosak – „Na raz” (cover Senk Że)                                                                         | 2011 | –                                             | Nowoczesny hip-hop vol. 1 | [ 67 ] |
| Duże Pe vs Moosak – „Niech to frunie” (cover Senk Że)                                                                | 2013 | Marcin Zaborowski, Beata Porożyńska           | Nowoczesny hip-hop vol. 2 | [ 68 ] |
| Duże Pe vs P.A.F.F. – „Wolny czas”                                                                                   | 2013 | Marcin Jabłoński                              | Nowoczesny hip-hop vol. 2 | [ 69 ] |
| „Uciekający czas” (oraz Zbylu; cover Emma Dax)                                                                       | 2014 | Grzegorz Telenga, Krzysztof Wróbel            | Mixtape I                 | [ 70 ] |
| „Słowa i muzyka” (oraz Zbylu)                                                                                        | 2014 | –                                             | Mixtape I                 | [ 71 ] |
| „Wizja emerytalna” (oraz Zbylu; gościnnie: Igorilla, Kfiat, Nomad, Parker, Proceente, Pudel, Skajsdelimit & DJ Flip) | 2014 | Grzegorz Telenga, Krzysztof Wróbel            | Mixtape I                 | [ 72 ] |
| „#Hot16Challenge” | 2014 | –                                             | –                         | [ 73 ] |
| Gościnnie |      |                                               |                           |        |
| IGS – „Taki sam jak ja” (gościnnie: Duże Pe)                                                                         | 2005 | –                                             | Na klucz                  | [ 74 ] |
| Tubas Składowski – „Travelers” (gościnnie: Te-Tris, Duże Pe, Filip Rudanacja)                                        | 2014 | Tubas Składowski, Qdłaty Qdini                | Bez konserwantów          | [ 75 ] |
| Inne |      |                                               |                           |        |
| Greenjolly, Ascetoholix, Duże Pe, Mezo, Owal/Emcedwa, 52 Dębiec – „Jest nas wielu”                                   | 2005 | –                                             | Jest nas wielu            | [ 76 ] |
| Duże Pe – „1863 Pytania (Tribute To Traugutt)”                                                                       | 2014 | Andrzej Wąsik, Krzysztof Zygmunt Andrzejewski | –                         | [ 77 ] |

## Nagrody i wyróżnienia
| Rok  | Nagroda      | Kategoria                                           | Nota      | Źródło |
| ---- | ------------ | --------------------------------------------------- | --------- | ------ |
| 2010 | Superjedynki | Płyta hip-hop (Zapiski z życia na terytorium wroga) | Nominacja | [ 78 ] |